# 渡辺理砂
渡辺 理砂（わたなべ りさ、1965年2月18日 - ）は、日本の元女優・タレント。東京都出身。かつての所属事務所はバーニングプロダクション。

## 来歴
成城高等学校卒業。高校卒業時に家族から大学進学を勧められるも、女優に憧れる想いからそれを振り切ってアルバイト生活を始める。知り合いを頼ってバーニングプロダクション入り。
1980年代に映画やドラマなどで女優として活躍する一方、タレントとしても「オレたちひょうきん族」（フジテレビ）の人気コーナー・タケちゃんマンなどに出演していた。
後に芸能界を引退し、元プロ野球選手・武田一浩と結婚したが、2002年に離婚した。その後一般男性と再婚している。
身長160cm。特技はバトン。

## 出演

### 映画
- 生徒諸君!

### テレビ
- アイ・アイゲーム
- オレたちひょうきん族
- 少女に何が起ったか（1985年、TBS / 大映テレビ）
- 花嫁人形は眠らない（1986年、TBS / KANOX）
- お坊っチャマにはわかるまい!（1986年、TBS）